# Anteruksenjärvi (Jukkasjärvi socken, Lappland, 757896-174542)
Anteruksenjärvi är en sjö i Kiruna kommun i Lappland och ingår i Torneälvens huvudavrinningsområde. Sjön har en area på 0,568 kvadratkilometer och ligger 389 meter över havet. Anteruksenjärvi ligger i Torneträsk-Soppero fjällurskog Natura 2000-område. Sjön avvattnas av vattendraget Anteruksenjoki.

## Delavrinningsområde
Anteruksenjärvi ingår i det delavrinningsområde (757910-174584) som SMHI kallar för Utloppet av Anteruksenjärvi. Medelhöjden är 391 meter över havet och ytan är 2,86 kvadratkilometer. Det finns inga avrinningsområden uppströms utan avrinningsområdet är högsta punkten. Anteruksenjoki som avvattnar avrinningsområdet har biflödesordning 3, vilket innebär att vattnet flödar genom totalt 3 vattendrag innan det når havet efter 392 kilometer. Avrinningsområdet består mestadels av skog (29 procent) och sankmarker (51 procent). Avrinningsområdet har 0,57 kvadratkilometer vattenytor vilket ger det en sjöprocent på 19,8 procent.